# Jože Gašperšič
Jože (tudi Joža) Gašperšič slovenski gospodarstvenik in kulturni delavec, * 14. marec 1896, Kropa, † 7. december 1964, Kropa.
V letih 1926 do 1947  je bil direktor kovinarske zadruge Plamen v Kropi in organizator delavske zadruge industrijskega tipa po idejah socializma Janeza Evangelista Kreka. V Kropi je leta 1936 v okviru zadruge ustanovil oddelek umetnega kovaštva in zadružno industrijsko kovinarsko šolo. Na kulturnem področju pa je deloval kot režiser, gledališki igralec, zborovodja, organist in skladatelj. V letih 1933 do 1941 je  bil tudi urednik glasila Zadrugar. Po vojni pa se je v zadnjih letih ukvarjal z zgodovino gorenjskega železarstva in krajevno zgodovino. Bil pa je pobudnik ustanovitve Kovaškega muzeja v Kropi.